# Biostatistiek
Biostatistiek is een wetenschappelijk vakgebied dat statistiek toepast op onderwerpen in de biologie. De biostatistiek houdt zich bezig met het ontwerpen en uitvoeren van biologische en medische experimenten en met het verzamelen en analyseren van gegevens. Het vakgebied vindt met name toepassing in de populatiegenetica, de genomica en de systeembiologie.
Bekende biostatistici zijn Karl Pearson en Ronald Aylmer Fisher. Samen met Sewall Wright en John Burdon Sanderson Haldane worden zij tot de oprichters van het vakgebied gerekend.
In de Engelstalige literatuur wordt biostatistiek niet alleen aangeduid als biostatistics, maar soms ook als biometry of biometrics.
Er zijn verschillende wetenschappelijke tijdschriften die zich richten op de biostatistiek, zoals Biometrics en Biometrika.